# Pelastoneurus pectinicauda
Pelastoneurus pectinicauda är en tvåvingeart som först beskrevs av Van Duzee 1934.  Pelastoneurus pectinicauda ingår i släktet Pelastoneurus och familjen styltflugor.
Artens utbredningsområde är Guyana. Inga underarter finns listade i Catalogue of Life.